# Uovo pigna
L'Uovo pigna è un uovo di Pasqua gioiello che fu fabbricato nel 1900 sotto la supervisione di Michail Evlamp'evič Perchin, per conto del gioielliere russo Peter Carl Fabergé al quale era stato ordinato da Alexander Kelch che ne fece dono a sua moglie, l'ereditiera Barbara Kelch.

## Proprietari
Questo è uno delle sei uova Kelch vendute a Parigi dal gioielliere Morgan alla galleria d'antiquariato A la Vieille Russie. Nel 1929 l'uovo venne venduto ad un collezionista privato statunitense. Nel 1989 fu venduto nella sede di Ginevra di Christie's a Joan Kroc, vedova di Ray Kroc, ex presidente della McDonald's Corporation e residente a San Diego, per 3,1 milioni di dollari. Daniel Grossman, un mercante d'arte di New York, rappresentò Joan Kroc alla vendita e rimase al telefono con lei per tutta la gara. La signora Kroc disse poi al New York Times: "Sono rimasta basita quando mi è stato detto che avevo comprato l'uovo". Aveva da poco impegnato un milione di dollari per le tre settimane di festival d'arte "Tesori dell'Unione Sovietica" che si sarebbe tenuto a San Diego nel 1989; l'uovo era il 26º esemplare esposto. Nel 1997 l'uovo, proveniente dalla collezione di Joan Kroc, venne offerto dalla sede di New York di Christie's, ma le offerte si fermarono a 2,8 milioni di dollari; la stima prevendita era di 3,5-4 milioni.

## Descrizione
L'uovo venne realizzato da Michail Evlamp'evič Perchin, capomastro di Peter Carl Fabergé, in oro, argento, diamanti e smalto blu traslucido. Ad una estremità ci sono quattro pigne, simbolo di resurrezione, realizzate con quattro diamanti tagliati a petalo e che circondano la data "1900". 
All'estremità opposta c'è un diamante tagliato a rosa che racchiude un altro diamante. L'uovo originariamente portava il monogramma "BK" (Barbara Kelch) sotto il diamante similmente all'uovo con dodici pannelli. 
Il guscio dell'uovo si apre per rivelare, in un vano di velluto, la sorpresa. L'uovo è alto 9,5 cm.

### Sorpresa
All'interno dell'uovo è custodito un elefante meccanico con guidatore e corona. L'elefante in miniatura è realizzato in argento, oro, avorio, diamanti taglio rosetta e smalto rosso e verde. L'animale è d'argento ossidato con zanne d'avorio e porta un turbante smaltato e un mahout seduto su una sella d'oro smaltata di verde sopra un panno d'oro smaltato di rosso. Ogni lato contiene un diamante tagliato a rosa; uno copre il buco della serratura. Quando si inseriva la chiave d'oro originale, il piccolo elefante spostava il suo peso da un lato all'altro, girando la testa e muovendo la coda.